# Dianthus ernesti-mayeri
Dianthus ernesti-mayeri är en nejlikväxtart som beskrevs av Kiril Micevski och Matevski. Dianthus ernesti-mayeri ingår i släktet nejlikor, och familjen nejlikväxter. Inga underarter finns listade i Catalogue of Life.